# Belém (delstaten Mexiko)
Belém är en ort i kommunen Otumba i delstaten Mexiko i Mexiko. Samhället hade 2 230 invånare vid folkräkningen år 2020. Belém ligger långt västerut i kommunen och gränsar till Santiago Tepetitlán i Mexico Citys storstadsområde.